# VinziRast-CortiHaus

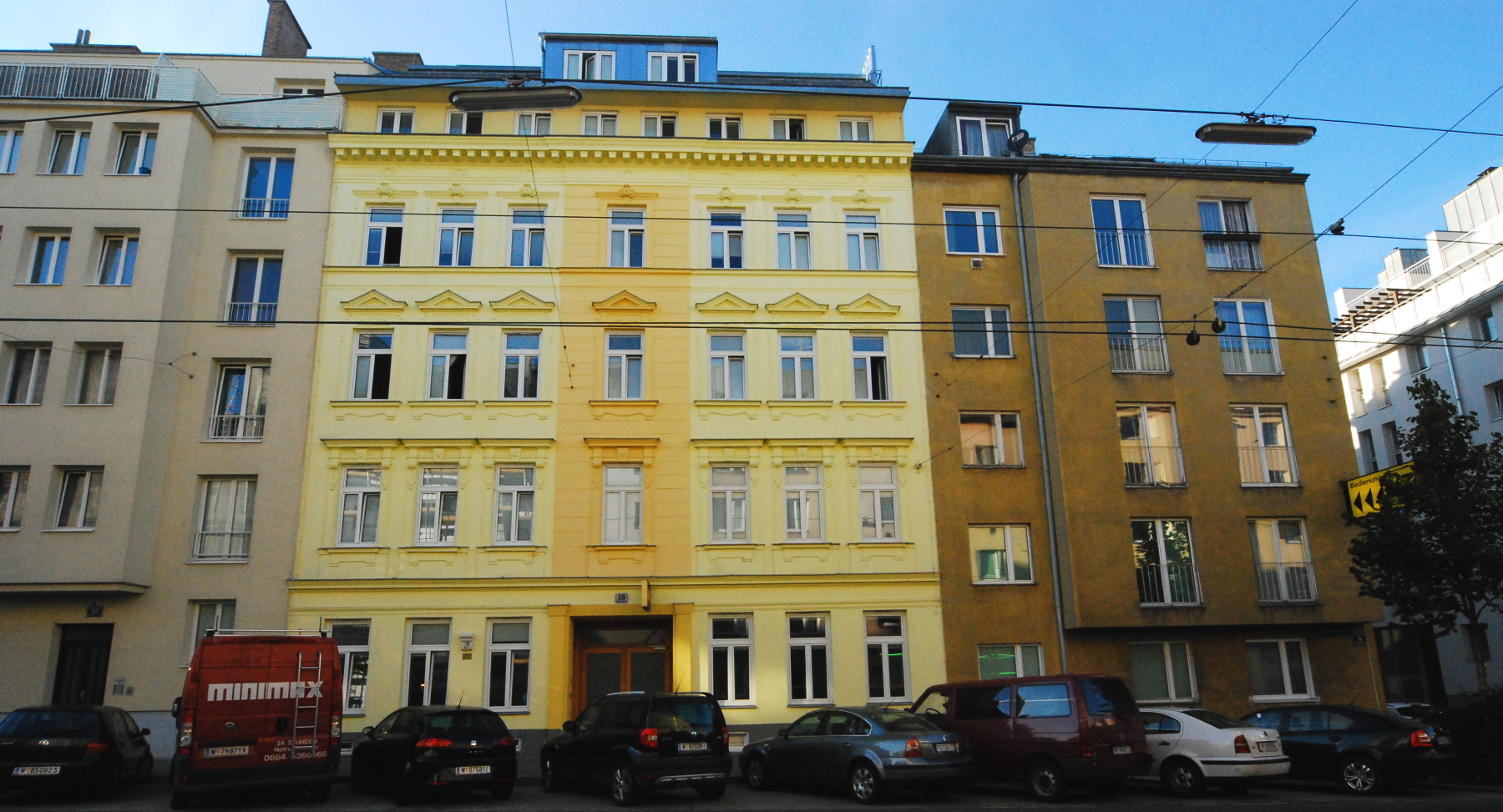
VinziRast-CortiHaus

Das VinziRast-CortiHaus ist eine vom Verein Vinzenzgemeinschaft St. Stephan betriebene Obdachloseneinrichtung im 12. Wiener Gemeindebezirk Meidling. Sie verfügt über eine Notschlafstätte mit 48 Betten und bietet Mahlzeiten, Dusch- und Übernachtungsmöglichkeiten. Darüber hinaus werden in 16 Wohnungen für ehemalige obdachlose Menschen 29 Wohnplätze angeboten.

## Geschichte
2002 stellte Pfarrer Wolfgang Pucher die Idee einer Notschlafstelle für Menschen vor, die aus verschiedenen Gründen in anderen Einrichtungen nicht unterkommen (z. B. Ausländer) – das „VinziDorf Wien“. Vorbild dafür war das 1993 gestartete VinziDorf aus Bau-Containern und Wohnmodulen der Vinzenzgemeinschaft Eggenberg in der Grazer Vinzenzkirche.
Cecily Corti, Witwe von Axel Corti, übernahm die Leitung des Projekts. 2003 wurde der Verein "Vinzenzgemeinschaft St. Stephan" gegründet. Die Spende einer Privatperson ermöglichte den Kauf des Hauses Wilhelmstraße 10 in Wien-Meidling. Die am 6. April 2004 eröffnete VinziRast wird von ehrenamtlichen Mitarbeitern getragen und durch private Spenden finanziert.
Mit Unterstützung von Hans Peter Haselsteiner, der STRABAG und einigen weiteren Unternehmen der österreichischen Bauindustrie konnte ab 2007 um- und ausgebaut werden. Drei Stockwerke wurden umgebaut, zwei Stockwerke aufgesetzt. Sechzehn Kleinwohnungen entstanden. Außerdem wurden Keller und Empfang renoviert und die Notschlafstelle erhielt eine neue Küche und neue Aufenthaltsräume. Im Mai 2008 erfolgte die Eröffnung des umgebauten Hauses, welches aufgrund der Erweiterung in VinziRast-CortiHaus umbenannt wurde.
Im Jahr 2008 wurde Cecily Corti für ihr Engagement das Ritterkreuz der französischen Ehrenlegion (Chevalier de la Légion d’Honneur) und im Jahre 2010 das Goldene Verdienstzeichen für Verdienste um die Republik Österreich verliehen.
Am 1. Juni 2010 wurde auf Wilhelmstraße 10 die VinziRast-CortiHaus Wohngemeinschaft eröffnet, in der sechs ehemals obdachlose Menschen nach Alkoholentzug oder Therapie abstinent leben. Die Begleitung erfolgt durch ehrenamtliche Mitarbeiter, medizinisch-therapeutisch werden die Bewohner vom Suchtforscher Otto Lesch unterstützt.
Im Jahre 2013 wurde in der Währinger Straße im 9. Wiener Gemeindebezirk das Haus "VinziRast mittendrin" eröffnet. Das Besondere an diesem Haus ist, dass hier ehemals Obdachlose mit Studenten in WGs zusammenwohnen. Im Erdgeschoß befindet sich das Lokal "Mittendrin".